# 香港公共交通轉乘優惠

巴士轉乘優惠標誌

香港公共交通轉乘優惠是香港公共交通機構為乘客提供的轉車優惠，乘客在轉乘優惠計劃內另一交通工具時可獲得優惠。

## 歷史
- 第一項香港的公共交通轉乘優惠，可以追溯到中巴和九巴於1975年12月17日開辦的兩條通宵隧巴線121及122。這兩條線的乘客可以在紅磡海底隧道收費廣場，免費轉乘另一條同一方向的巴士，當時的做法是兩條路線的巴士會一同到站，在站長的監察下，兩線的乘客可以互換路線而不用付款。繼121和122線轉乘優惠後，第二個出現的轉乘優惠是在1990年城門隧道通車後出現，乘客乘搭城門隧道路線後，可以在城門隧道轉車站下車，轉乘其他同一方向的巴士，而通宵巴士轉乘優惠/大欖隧道轉車優惠亦陸續推出，時至今日，轉乘優惠已經遍布各種交通工具，包括巴士，鐵路，小巴等，港鐵機場快綫也曾提供優惠，乘客乘搭的士收費超過$60，憑收據可以半價購買機場快綫車票，可算是另類的轉乘優惠。
- 在八達通未普及前，乘客是使用轉車票，或在站長的監察下轉乘另一路線的。使用轉車票的轉乘優惠計劃，上車時只要向車長領取乘車票，到轉車站，將轉乘優惠金額連車票投入錢箱即可。但在八達通普及後，轉車票的模式逐漸取消，改成必需使用八達通方可獲得優惠。現時只有城門隧道轉乘優惠可以使用現金。這些優惠可以保留使用現金的原因是因為城門隧道轉車站屬封閉式，除乘客外，理論上沒有人可以進入轉車站，所有在轉車站的乘客已被假設已乘搭第一程車，故此城門隧道的轉乘優惠可以保留用現金付款，乘客上車時直接繳付優惠後金額即可。

## 優惠模式
現時香港公共交通機構為乘客提供的轉乘優惠，多數需要用八達通付款方可獲得優惠，但少部份巴士轉乘優惠，乘客可以用現金付款。

## 現時的轉乘優惠
現在，不同的交通機構均為乘客提供各項轉乘優惠。

### 巴士
- 九巴為乘客提供68組，合共覆蓋258條路線的轉乘優惠計劃。[1]
- 新巴和城巴為乘客提供51組轉乘優惠計劃。[2]
- 龍運巴士為乘客提供5組轉乘優惠計劃。[3]
- 嶼巴為乘客提供2組轉乘優惠計劃。[4]

當中有一些轉乘優惠計劃是跨公司的。
- 多數轉乘優惠，乘客都不能轉乘同一路線[6]，例外的有城門隧道路線（由於在城門隧道轉車站上車只需付優惠金額，故理論上即使第二程乘搭同一路線也可獲優惠）[7]、城巴的石排灣轉乘計劃（在漁光道乘搭7/76線往石排灣方向，可在石排灣免第一程車費轉乘7/76線往中環/銅鑼灣方向）[8]及新巴的702（由深水埗開往海麗邨方向登車的乘客，可在海麗邨免費轉乘原線往深水埗方向，以便前往泓景臺、昇悅居及宇晴軒）[9]。

### 小巴
現時少部份專線小巴營辦商為旗下路線提供轉乘優惠，大多都是由進智公交提供。部份紅色小巴路線由於會在總站上滿客，為滿足中途站乘客，會提供免費轉車服務，乘客在指定站頭登車，向司機示意轉車，即可免費乘搭至總站，然後重新排隊乘搭相反方向的車程。

### 鐵路
- 鐵路的轉乘優惠必須為使用八達通卡的乘客方可享用[12]。
- 兩鐵合併前，九廣西鐵（現稱西鐵綫）提供鐵路－巴士轉乘優惠，使用八達通或月票乘客可以免費轉乘新巴兩條路線及部份專線小巴路線[13]，另外和一些巴士路線有$1的轉乘優惠[14]。而九廣東鐵（現稱東鐵綫）使用八達通的乘客可以在平日免費轉乘東鐵接駁巴士。而在尖東站剛剛啟用時，東鐵和地鐵向使用八達通卡在尖東站和尖沙咀站轉乘的乘客提供$1.5的轉乘優惠[15]。
- 兩鐵合併後，使用八達通的乘客由東鐵綫或西鐵綫轉乘觀塘綫、荃灣綫或東涌綫，可獲得轉閘費減免的優惠[16]。由於港鐵車站的轉綫閘機由2008年9月28日起取消，故除了由於技術問題而不能取消轉綫閘機的尖沙咀站和尖東站外，在另外3個轉綫車站（九龍塘、美孚、南昌）轉綫的乘客出閘後將不能獲轉綫優惠。西鐵綫使用八達通的乘客，可以免費轉乘港鐵巴士和輕鐵，而東鐵綫使用八達通的乘客可以免費在平日轉乘港鐵接駁巴士[17]。港鐵也和超過500條小巴路線（往來葵青區的指定6條小巴路線除外）提供轉乘優惠，優惠額由$0.3-$3.0不等。[12]而機場快綫使用八達通的乘客可以免費換乘所有港鐵線路[18]，以上優惠在相反車程一樣適用。

## 資料來源
1. ↑  九巴大幅拓展八達通轉乘優惠
2. ↑  .   [2007-12-28]. （原始内容存档于2007-12-24）. （页面存档备份，存于）
3. ↑  .   [2008-03-23]. （原始内容存档于2007-04-15）. （页面存档备份，存于）
4. ↑  .   [2008-03-23]. （原始内容存档于2008-03-24）. （页面存档备份，存于）
5. ↑  東隧過海線巴士轉乘計劃 （页面存档备份，存于） 涉及九巴，新巴和城巴
6. ↑  .   [2008-03-23]. （原始内容存档于2007-05-09）. （页面存档备份，存于）
7. ↑  .   [2008-03-23]. （原始内容存档于2007-04-15）. （页面存档备份，存于）
8. ↑  .   [2008-03-23]. （原始内容存档于2007-12-13）. （页面存档备份，存于）
9. ↑  .   [2008-03-23]. （原始内容存档于2008-04-10）. （页面存档备份，存于）
10. ↑  .   [2008-03-23]. （原始内容存档于2008-07-30）. （页面存档备份，存于）
11. ↑  其中一條可以免費轉車的觀塘↔荃灣紅色小巴 的存檔，存档日期2008-04-04.
12. 1 2  .   [2016-05-30]. （原始内容存档于2016-06-07）. （页面存档备份，存于）
13. ↑  .   [2008-03-23]. （原始内容存档于2008-04-10）. （页面存档备份，存于）
14. ↑  .   [2008-03-23]. （原始内容存档于2008-04-10）. （页面存档备份，存于）
15. ↑  .   [2022-07-30]. （原始内容存档于2019-10-29）. （页面存档备份，存于）
16. ↑   (PDF).   [2008-03-23]. （原始内容存档 (PDF)于2008-09-05）. （页面存档备份，存于）
17. ↑   (PDF).   [2019-03-30]. （原始内容存档 (PDF)于2019-03-30）. （页面存档备份，存于）
18. ↑  .   [2019-03-30]. （原始内容存档于2019-03-18）. （页面存档备份，存于）